# Markos-Kinder

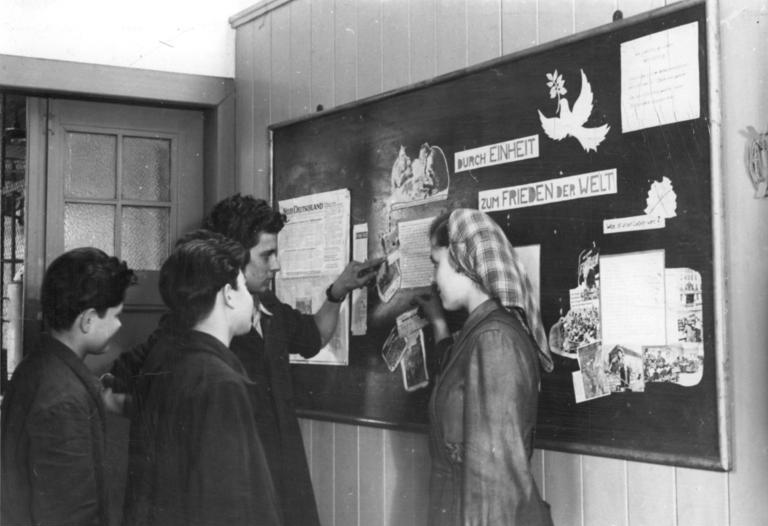
Griechische Auszubildende in der DDR, 1951

Als Markos-Kinder (nach Markos Vafiadis, dem Führer der Demokratischen Armee Griechenlands [DSE]) oder auch Griechenlandkinder oder Partisanenkinder wurden die mehr als 1100 Minderjährigen im Alter zwischen 8 und 17 Jahren aus Griechenland bezeichnet, die zusammen mit ihren etwa 50 erwachsenen Begleitern in zwei Gruppen 1949/1950 infolge des griechischen Bürgerkriegs in die Sowjetische Besatzungszone (SBZ) bzw. die DDR kamen.

## Geschichte

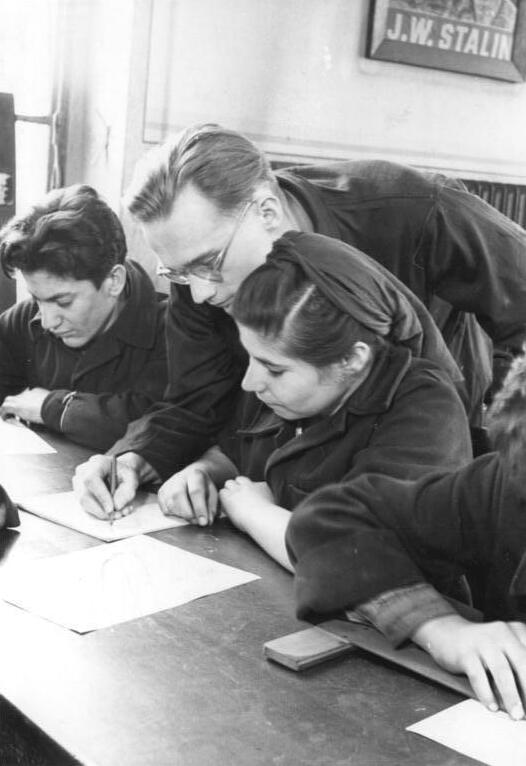
Lernen in Leipzig, 1951

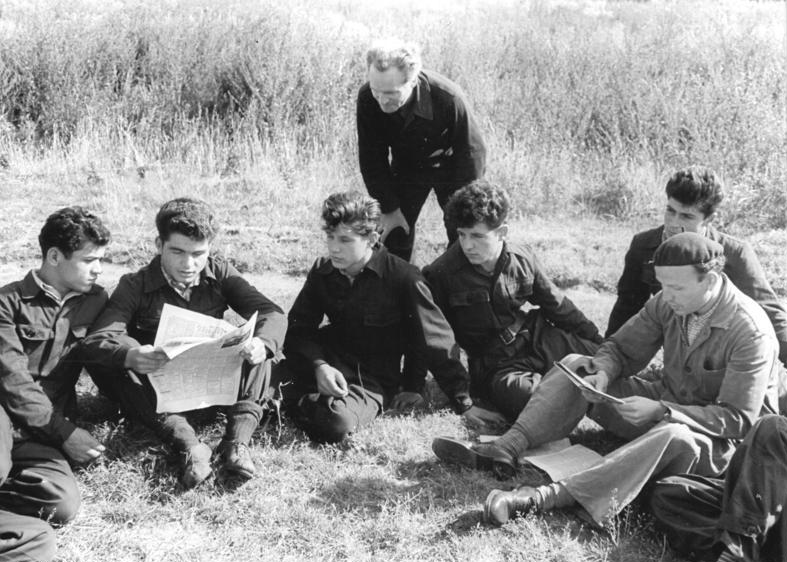
Griechische Auszubildende im VEB Schwermaschinenbau „Karl Liebknecht“ Magdeburg, 1956

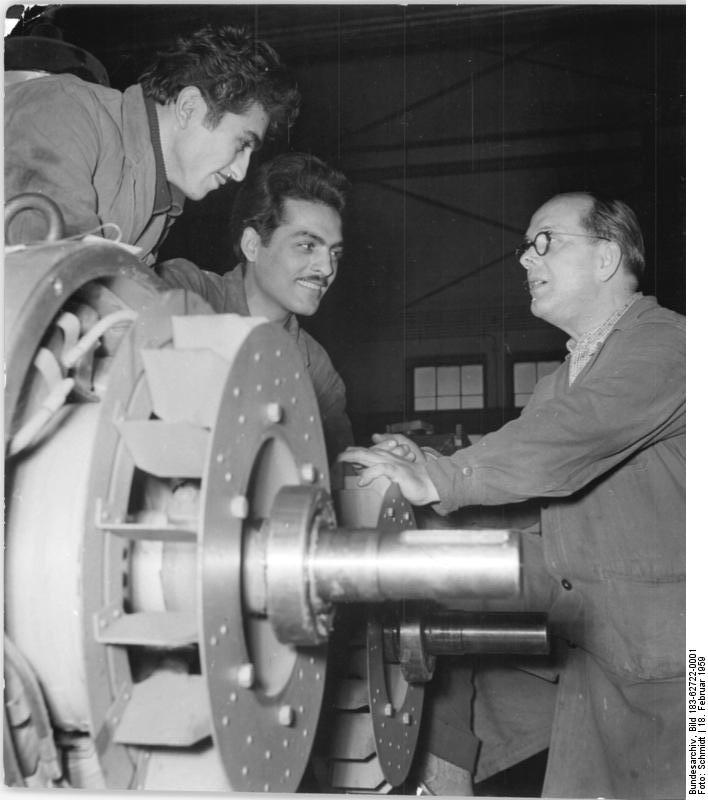
Griechische Arbeiter und deutscher Meister im VEB Galvanotechnik Leipzig, 1959

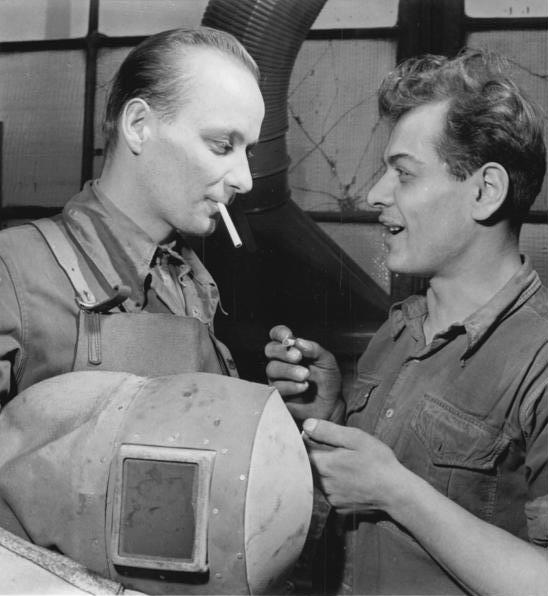
Deutscher Schweißer und griechischer Brigadier im VEB Bodenbearbeitungsgeräte Leipzig, 1959

Im griechischen Bürgerkrieg von 1946 bis 1949 unterlag die unter kommunistischer Führung kämpfende Demokratische Armee Griechenlands (DSE) den von Großbritannien und den USA unterstützten Truppen des griechischen Königs Paul. Zum Kriegsende organisierte die Kommunistische Partei Griechenlands (KKE) überwiegend im bergigen Norden des Landes den Transport von etwa 28.000 Kindern über die Grenzen nach Bulgarien, Jugoslawien und Albanien. Die Partisanen hatten die Operation am 3. März 1948 über ihren Rundfunksender und am 15. März 1948 in ihrer Zeitung Exormisi angekündigt, nachdem sie kurz zuvor auf Initiative griechischer Delegierter auf einer Kominformsitzung in Belgrad beschlossen worden war. Während die Kämpfer und ihre Frauen aus den Kriegswirren nachfolgten, wurden bereits Kontingente von Kindern weiter in andere unter sowjetischem Einfluss entstehende Volksrepubliken zur Ausbildung geschafft, um später, bei Rückkehrmöglichkeit nach Griechenland, den Aufbau einer sozialistischen Gesellschaft zu unterstützen.
Von den monarchistischen Gegnern wurde diese Aktion in Anspielung an die osmanische Knabenlese als Paidomazoma verurteilt, während von ihnen bereits seit 1947 unter dem Patronat von Königin Friederike ca. 20.000 Kinder und jüngere Geschwister von inhaftierten und flüchtigen EAM (Nationale Befreiungsfront)- und DSE-Anhängern in sogenannten Umerziehungslagern interniert wurden.
Am 4. August 1949 traf mit 342 Kindern und Jugendlichen die erste Gruppe der Markos-Kinder in Sachsen ein, am 1. Juli 1950 mit 720 Kindern die zweite. Vereinzelte Nachzügler folgten.

## Erste Station: Radebeul
Wegen der im Ballungsraum Dresden vorhandenen Unterbringungsmöglichkeiten und Lehrstellenkapazitäten wurden sie im Nachbarort Radebeul konzentriert.
Die Betreuung der Griechen in der DDR erfolgte durch das von SED sowie KKE kontrollierte Komitee Freies Griechenland, das ab 1953 dem Ministerium für Volksbildung zugeordnet war. Ursprünglich wurde die in der Trägerschaft der Volkssolidarität stehende Organisation Griechische Kinderheimat genannt, ehe sie 1951 in Freies Griechenland – Jugendhilfe der Volkssolidarität umbenannt wurde. In der zweiten Hälfte der 1950er-Jahre blieb die Organisation als Heimkombinat Freies Griechenland für die griechischen Kinder zuständig. Der Hauptsitz der Organisation lag in der ehemaligen Grundschänke, einem 1875/1876 am Eingang zum Lößnitzgrund entstandenen Gaststättenanwesen.
Zahlreiche Wohnhäuser des Kombinats insbesondere in den Stadtteilen Oberlößnitz und Niederlößnitz dienten der Unterbringung der Kinder und Jugendlichen, die auf Staatskosten erfolgte, darunter auch Schloss Wackerbarth. Kleine Kinder kamen in das Heim in der Villa Tanger. Zur schulischen Ausbildung hatte das Komitee das volle Nutzungsrecht über das Schulgebäude Steinbachstraße 21, in dem bis 1955 die Grundschule Freies Griechenland untergebracht war.
Im Jahr 1958 lebten noch etwa 500 Griechen in Dresden und Radebeul, die anderen hatten sich mit ihren meist guten Schul- und Berufsabschlüssen auf andere Städte meist in Sachsen verteilt. Mit dem Erreichen des Erwachsenenalters der jüngsten Flüchtlinge im Jahr 1960 arbeiteten über 100 gut qualifizierte Facharbeiter, Techniker und Ingenieure in Radebeuler Betrieben.

## Ausbildung
1960 lebten insgesamt 1317 Griechenland-Kinder in der DDR, inzwischen in Gruppen verteilt auf Städte wie Leipzig, Chemnitz (Karl-Marx-Stadt), Erfurt, Zwickau, Bautzen, Neuruppin, Bernburg, Dölkau:
Magdeburg und Halle
- 960 als Facharbeiter
- 201 als Fachschulabsolventen, Ingenieure, Kindergärtnerinnen
- 54 als Hoch-, Fach- und Oberschulabsolventen
- 97 als Studenten an Hoch-, Fachhochschulen und Universitäten
- 37 als Kursanten bzw. Studenten an Parteischulen.[12]

Einige Markos-Kinder bzw. deren Kinder erlangten später als Künstler Bekanntheit wie Fotis Zaprasis, Georgios Wlachopulos oder Jannulis Tembridis.

## Remigration
Eine Rückkehr aus der DDR war den staatenlosen Griechen ohne Heimatpass erst nach dem Sturz der Griechischen Militärdiktatur 1974 und der noch von der Junta betriebenen Eröffnung einer Botschaft in der DDR im gleichen Jahr möglich. In der DDR lebten in dieser Zeit etwa 1600 Griechen – 1050 Erwachsene sowie 550 Kinder und Jugendliche.
Das Sekretariat des ZK der SED beschloss am 18. März 1975 eine Regelung zur Übersiedlung von DDR-Bürgern, die mit griechischen Emigranten verheiratet oder deren Kinder waren, und am 2. April 1975 eine Regelung über deren finanzielle Ausstattung mit Devisen: Erwachsene durften einmalig 3000 DM, Jugendliche und Kinder 1500 DM eintauschen.
Eine Erhebung verzeichnete 1980 noch 1620 Griechen in der DDR. Wurden zunächst nicht alle Anträge auf Repatriierung von griechischer Seite genehmigt, so erleichterte sich die Rückkehrmöglichkeit nach dem Wahlsieg der griechischen sozialdemokratischen Partei PASOK ab 1981 erheblich.
Ende 1989 lebten in der DDR noch 482 Personen mit griechischer Staatsangehörigkeit.